# Immaculata (časopis)

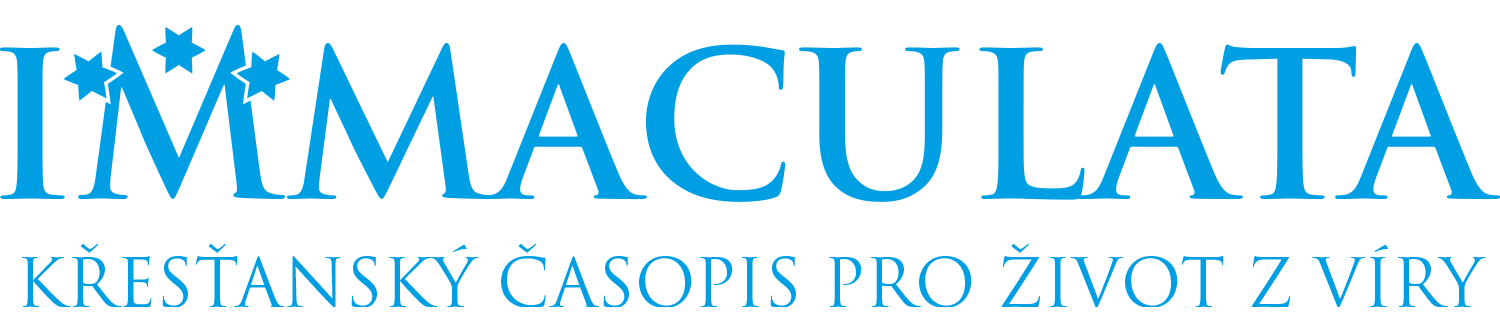
logo

Immaculata (z lat. Neposkvrněná) je český katolický časopis, který vydavají bratři minorité v rámci Rytířstva Neposkvrněné, navatující na ideje sv. Maxmiliána Kolbe a jeho Rycerza Niepokalanej. Časopis vychází od roku 1992. Od 1994 vychází s církevním schválením bp. Vojtěcha Cikrle.

## Historie
S myšlenkou vydávat mariánsky zaměřený časopis navazující na hnutí Rytířstva Neposkvrněné přišel MUDr. Bogdan Sikora v roce 1991, tehdy působil jako lékař v Karlově Studánce. S realizací projektu mu pomáhal P. Josef Petrák, horlivý člen Rytířstva Neposkvrněné. Po shánění náležitých povolení z ministerstva, od arcibiskupa Graubnera a od tehdejšího provinciála českých minoritů, o. Hyacinta Skupienia OFM Conv., první číslo vyšlo v květnu 1992 v nákladu 5 000 výtisků. První čísla vycházela v Českém Těšíně a zanedlouho se náklad vyšplhal na 10 000. Bogdan Sikora se kontaktoval s představeným brněnského kláštera, o. Josefem Gorylem OFM Conv., a dohodli se na spolupráci - od té chvíle časopis vydával klášter. Sikora se rozhodl vstoupit do řádu a starost o časopis převzal o. Goryl. V prvních létech působení redakce fungovala bez oficiálně jmenovaných šéfredaktorů a jiných pomocníků. Prvním kapilulou bratří jmenovaným šéfredaktorem se stal roku 2002 br. Bohdan Heczko OFM Conv., který s redakcí spolupracoval už dříve, a který tuto funkci spravuje dodnes (2020).

## Charakteristika
Jedná se o mariánsky zaměřený evangelizační časopis, který navazuje na polského Rycerza Niepokalanej vycházejícího od roku 1922. 
Časopis publikuje množství článků zaměřených na různé oblasti teologie, biblistiky, mariologie či dějin Církve. Obsahuje také svědectví, rozhovory nebo zprávy ze světa. To vše má pomoci čtenářům prohloubit svou víru, zasvětit se Bohu skrze Neposkvrněnou a obnovit mravy.
Od 2005 se objevují i články v slovenském jazyce
Časopis vydává konvent minoritů v Brně a je financován z dobrovolných příspěvků čtenářů. 

## Dosah
Časopis odebírají lidé nejen z České republiky a Slovenska, ale i z Polska, Německa, Itálie či dokonce Kanady a Austrálie.